# Młodzieżowe Indywidualne Mistrzostwa Polski na Żużlu 2019
Młodzieżowe Indywidualne Mistrzostwa Polski na Żużlu 2019 – 53. edycja turnieju, corocznie organizowanego przez PZMot. Rozegrano trzy turnieje eliminacyjne oraz finał, który odbył się 15 sierpnia 2019 roku w Tarnowie oraz zwyciężył Bartosz Smektała.

## Finał
- Tarnów, 15 sierpnia 2019
- Sędzia: Piotr Lis
- NCD: Bartosz Smektała – 69,36 w wyścigu 10

| Msc. | Zawodnik              | Klub                  | Pkt  |             |  |
| ---- | --------------------- | --------------------- | ---- | ----------- |  |
| 1    | Jakub Miśkowiak       | Włókniarz Częstochowa | 13+3 | (3,2,2,3,3) |  |
| 2    | Dominik Kubera        | Unia Leszno           | 13+2 | (3,3,2,3,2) |  |
| 3    | Wiktor Lampart        | Motor Lublin          | 13+1 | (3,3,3,2,2) |  |
| 4    | Kamil Wieczorek       | GKM Grudziądz         | 10   | (2,3,3,1,1) |  |
| 5    | Bartosz Smektała      | Unia Leszno           | 10   | (1,1,3,2,3) |  |
| 6    | Maksym Drabik         | Sparta Wrocław        | 10   | (2,2,1,2,3) |  |
| 7    | Norbert Krakowiak     | Falubaz Zielona Góra  | 8    | (0,2,2,3,1) |  |
| 8    | Wiktor Trofimow       | Motor Lublin          | 7    | (1,3,3,w,w) |  |
| 9    | Michał Gruchalski     | Włókniarz Częstochowa | 7    | (1,1,1,2,2) |  |
| 10   | Rafał Karczmarz       | Stal Gorzów Wlkp.     | 6    | (1,0,1,3,1) |  |
| 11   | Mateusz Cierniak      | Unia Tarnów           | 6    | (2,2,0,0,2) |  |
| 12   | Igor Kopeć-Sobczyński | Get Well Toruń        | 4    | (3,1,0,0,0) |  |
| 13   | Piotr Pióro           | Orzeł Łódź            | 4    | (0,0,0,1,3) |  |
| 14   | Damian Pawliczak      | Falubaz Zielona Góra  | 4    | (0,0,2,1,1) |  |
| 15   | Marcin Turowski       | GKM Grudziądz         | 3    | (0,1,1,1,0) |  |
| 16   | Karol Żupiński        | Wybrzeże Gdańsk       | 2    | (2,0,0,w,0) |  |
| 17   | Patryk Wojdyło        | Sparta Wrocław        |      | (ns)        |  |
| 18   | Mateusz Tonder        | Falubaz Zielona Góra  |      | (ns)        |  |

Bieg po biegu
1. [70,29] Miśkowiak, Drabik, Trofimow, Krakowiak
2. [70,00] Lampart, Żupiński, Smektała, Turowski
3. [69,59] Kopeć-Sobczyński, Wieczorek, Karczmarz, Pióro
4. [69,78] Kubera, Cierniak, Gruchalski, Pawliczak
5. [70,31] Wieczorek, Krakowiak, Smektała, Pawliczak
6. [70,20] Lampart, Drabik, Gruchalski, Pióro
7. [69,50] Kubera, Miśkowiak, Turowski, Karczmarz
8. [70,00] Trofimow, Cierniak, Kopeć-Sobczyński, Żupiński
9. [71,20] Lampart, Krakowiak, Karczmarz, Cierniak
10. [69,36] Smektała, Kubera, Drabik, Kopeć-Sobczyński
11. [70,33] Wieczorek, Miśkowiak, Gruchalski, Żupiński
12. [70,22] Trofimow, Pawliczak, Turowski, Pióro
13. [70,85] Krakowiak, Gruchalski, Turowski, Kopeć-Sobczyński
14. [70,02] Karczmarz, Drabik, Pawliczak, Żupiński (w/u)
15. [70,67] Miśkowiak, Smektała, Pióro, Cierniak
16. [71,63] Kubera, Lampart, Wieczorek, Trofimow (w/su)
17. [71,92] Pióro, Kubera, Krakowiak, Żupiński
18. [70,74] Drabik, Cierniak, Wieczorek, Turowski
19. [71,07] Miśkowiak, Lampart, Pawliczak, Kopeć-Sobczyński
20. [71,56] Smektała, Gruchalski, Karczmarz, Trofimow (w/u)

Bieg dodatkowy o 1. miejsce
21 [71,15] Miśkowiak, Kubera, Lampart